# Георг Ольшевскі
Георг Ольшевскі (нім. Georg Olschewski; 2 червня 1911, Горстмар — 29 вересня 1996, Імменштадт) — німецький військовий інженер, оберлейтенант-інженер крігсмаріне, фрегаттен-капітан бундесмаріне. Кавалер Лицарського хреста Залізного хреста.

## Біографія
В жовтні 1928 року вступив на флот. Служив на легких крейсерах «Емден» і «Лейпциг», в 1938/41 роках — на ескортних кораблях F-10 і F-8. На початку 1941 року перейшов у підводний флот, спочатку служив старшим машиністом, а з травня 1941 року — головним інженером підводного човна U-66, на якому здійснив 9 походів (разом 569 днів у морі). 6 травня 1944 року U-66 був потоплений західніше островів Кабо-Верде (17°17′ пн. ш. 32°29′ зх. д.) глибинними бомбами та гарматним вогнем бомбардувальників «Евенджер» і «Вайлдкеті» з ескортного авіаносця ВМС США «Блок Айленд» і тараном американського ескортного міноносця «Баклі». Ольшевскі відзначився, утримуючи човен на плаву, поки вцілілі члени екіпажу не покинули його. 24 члени екіпажу загинули, 36 (включаючи Ольшевскі) були врятовані і взяті в полон. В 1946 році звільнений. В 1957 році вступив в бундесмаріне, служив на штабних посадах. У вересні 1969 року вийшов у відставку.

## Звання
- Оберкочегар (1 листопада 1930)
- Кочегар-єфрейтор (1 листопада 1932)
- Машиніст-мат (1 жовтня 1933)
- Обермашиніст (1 листопада 1936)
- Штабсобермашиніст (1 листопада 1939)
- Оберфенріх-інженер (1 липня 1941)
- Лейтенант-інженер (1 жовтня 1941)
- Оберлейтенант-інженер (1 квітня 1942)

## Нагороди
- Медаль «За вислугу років у Вермахті» 4-го класу (4 роки; 2 жовтня 1936)
- Медаль «У пам'ять 1 жовтня 1938» (3 жовтня 1939)
- Залізний хрест
  - 2-го класу (13 лютого 1942)
  - 1-го класу (2 жовтня 1942)
- Нагрудний знак підводника (1 червня 1942)
- Лицарський хрест Залізного хреста (23 квітня 1944)
- Орден «За заслуги перед Федеративною Республікою Німеччина», лицарський хрест (29 вересня 1967)